# Тіптакзі
Тіптакзі (поч. XVI ст. до н. е.) — вождь каситів і цар держави Хана. Інший варіант дешифрування імені — Шипта'улзі.

## Життєпис
Ймовірно, був молодшим братом Харба-Шипака. Спадкував йому, але навіть приблизний рік цієї події невідомий. Висувається навіть версія, що був регентом при небожеві Агумі II.
Напевне, був союзником хетів. Можливо, після захоплення хетами Вавилону допомагав Агум II згодом затвердитися там. Висувається версія, що й надалі залишався правителем Хани, але його статус невідомий. Втім у табличці, знайденій в Телль-Мухаамад, значиться як правитель Терка ще за життя Агумма II. Тому висувається версія, що Тіптакзі був залежним правителем від Вавилона, або зміг згодом відокремитися.